# Lantinga & Swijnenberg
Lantinga & Swijnenberg was een Nederlands radioprogramma dat op vrijdagavond van 19.00 tot 22.00u werd uitgezonden op de Nederlandse publieke radiozender 3FM door de NPS. Het programma werd in september 2006 vervangen door Ekstra Weekend.
Lantinga & Swijnenberg werd gepresenteerd door Sander Lantinga en Coen Swijnenberg. Het programma stopte toen het duo de middagshow van 3FM ging presenteren, de Coen en Sander Show.